# Tondo di Capodimonte

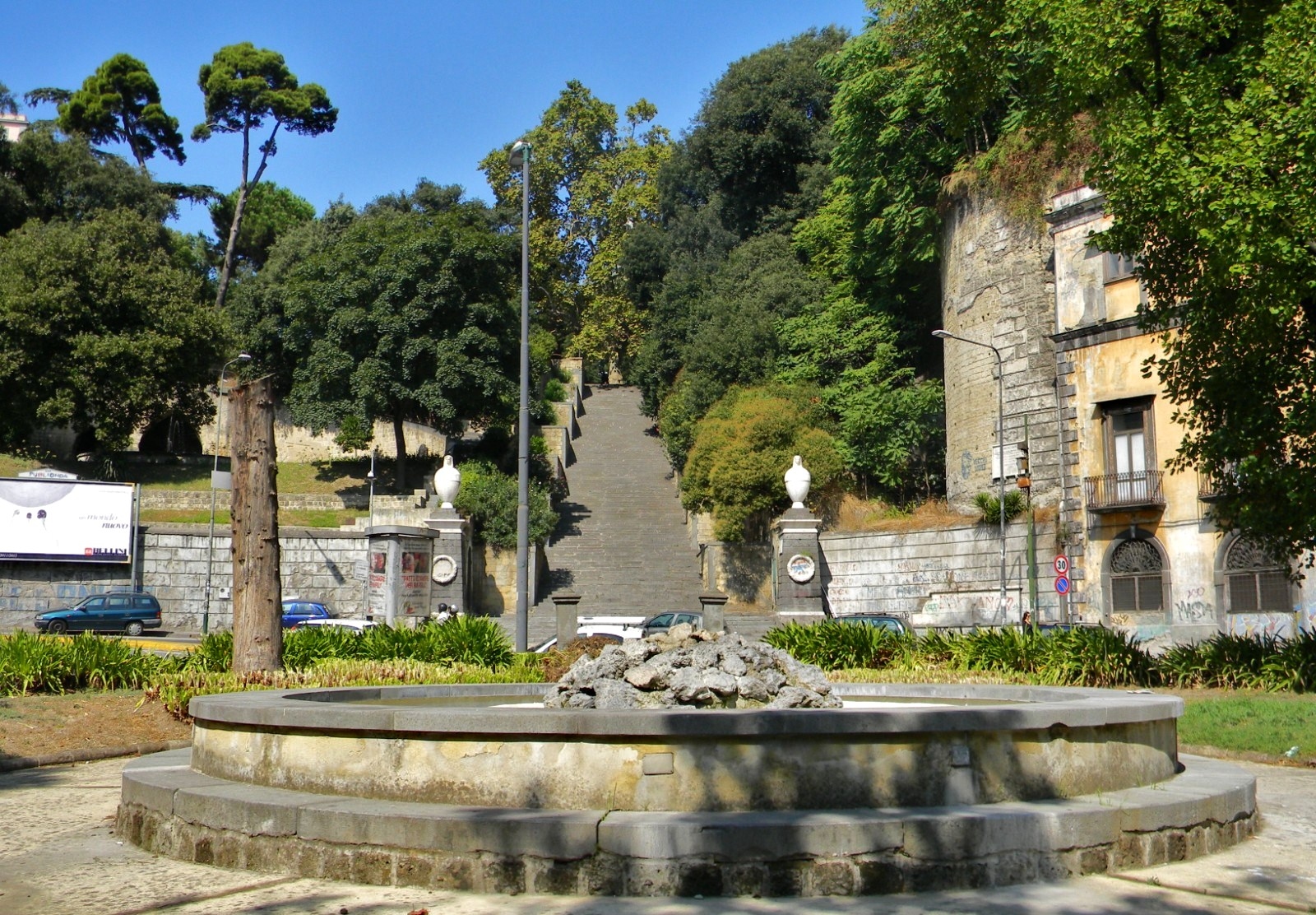
Les marches du Capodimonte, accessibles par le rond-point

Le Tondo di Capodimonte est une place de Naples, située dans le quartier Stella à la fin du cours Amedeo de Savoie et au début de la rue de Capodimonte.
Cette place est nommée ainsi en raison de son plan ovale, précisément appelé populairement tondo (rond).

## Histoire
Elle a été conçue dans son ensemble pour réaliser la nouvelle route qui relierait le centre-ville au palais royal de Capodimonte.
En 1826, Antonio Niccolini fut chargé de réorganiser la zone située au sud du palais. Les travaux ont été réalisés entre 1832 et 1836, année de leur achèvement. Le génie scénographique de Niccolini s'est manifesté dans l'escalier monumental qui se trouve en bas et qui permettait un accès plus facile à la colline de Capodimonte, dans l'agencement des jardins autour de l'escalier, créant également un petit amphithéâtre au sommet et enfin dans le nouvel environnement rond.
En particulier, un élégant jardin de fleurs avec des fontaines a été installé au centre, créant un véritable rond-point naturel.

## Description
Au centre, accessibles grâce à deux entrées marquées chacune par deux petits obélisques de piperno, se trouvent les petits jardins. De forme elliptique, ils possèdent notamment deux fontaines placées à proximité des feux de l’ellipse.
En continuant, il y a la fontaine de Capodimonte, une fontaine qui, de par sa forme, devait à l'origine être un abreuvoir pour les chevaux qui s'y reposaient après l'ascension, dans l'attente de prendre la colline la plus raide qui suit le parcours.
Juste au-dessus de la fontaine se trouve une tour de garde du terrain recouvrant qui présente encore partiellement le revêtement quadrangulaire en pierre de taille qui l’avait entièrement recouvert jadis. Depuis 1976, une plaque à la mémoire du colonel Vincenzo Barresi (Castroreale, 1883 - Naples, 1949) est posée dessus.
Un peu plus loin s'ouvre l'escalier monumental, officiellement appelé Gradini de Capodimonte, qui permet d'accéder aux jardins toujours construits par Niccolini. À l'époque fasciste, ils ont été nommés d'après la princesse Iolanda Margherita de Savoie. Du tondo, on aperçoit les décorations sur les côtés de l'escalier: sur deux grands piliers, il y a deux baldaquins en marbre égyptien et deux guirlandes, à gauche les jardins, à droite le blason de la municipalité et de la maison de Savoie.
Toujours dans un sens de rotation, on trouve l’église des Stigmatines, avec sa simple façade du XIXe siècle incorporée dans le bâtiment qui entoure le tondo. À droite de l'église se trouve la grotte de Bethléem, voulue par le père Ludovico qui, après un voyage en Terre sainte, a voulu reconstruire le lieu de la Nativité. Les statues actuelles de la crèche ont remplacé des représentations beaucoup plus précieuses.